# Paul Bidaine
 (août 2025).
Jean-Pierre Paul Bidaine, dit Paul Bidaine, connu sous le pseudonyme de "Paulus", né le 24 mai 1868 à Arlon (Belgique) et mort en 1930, est un journaliste, administrateur colonial et homme politique belge naturalisé français. 
Socialiste, il devient entre 1895 et 1898, au moment des émeutes antijuives en Algérie, l'un des chefs antisémites de la ville d'Oran en particulier grâce aux campagnes menées dans son journal Le Petit Africain et à la création de la Ligue antijuive d'Oran.

## Biographie
Né en 1868, il est élevé à Arlon (Belgique) par son père Martin et sa mère Elise. Après avoir passé cinq ans dans la Légion étrangère, il est naturalisé français le 5 mai 1890 par décret, et s'installe à Oran (Algérie), alors département français, et épouse une espagnole. 
De sensibilité républicaine et socialiste, il se décrit lui-même comme radical-socialiste de nuance Pelletan (ses ennemis l'appelant le socialiste en redingote ou en chapeau de soie). Il se sépare des socialistes comme Jean Jaurès et Alexandre Millerand car ne les suivants au moment de l'Affaire Dreyfus. Entre 1895 et 1898, il entame une série de campagne journalistiques à caractère antisémite.